# Danh sách xã thuộc tỉnh Trà Vinh
Tính đến ngày 1 tháng 1 năm 2025, tỉnh Trà Vinh có 104 đơn vị hành chính cấp xã, trong đó có 85 xã.
Dưới đây là danh các xã thuộc tỉnh Trà Vinh hiện nay.
| Xã              | Trực thuộc         | Diện tích (km²) | Dân số (người) | Mật độ dân số (người/km²) | Thành lập |
| --------------- | ------------------ | --------------- | -------------- | ------------------------- | --------- |
| An Phú Tân      | Huyện Cầu Kè       |                 |                |                           |           |
| An Quảng Hữu    | Huyện Trà Cú       |                 |                |                           |           |
| An Trường       | Huyện Càng Long    |                 |                |                           |           |
| An Trường A     | Huyện Càng Long    |                 |                |                           |           |
| Bình Phú        | Huyện Càng Long    |                 |                |                           |           |
| Châu Điền       | Huyện Cầu Kè       |                 |                |                           |           |
| Dân Thành       | Thị xã Duyên Hải   | 41,34           |                |                           |           |
| Đa Lộc          | Huyện Châu Thành   |                 |                |                           |           |
| Đại An          | Huyện Trà Cú       |                 |                |                           |           |
| Đại Phúc        | Huyện Càng Long    |                 |                |                           |           |
| Đại Phước       | Huyện Càng Long    |                 |                |                           |           |
| Định An         | Huyện Trà Cú       |                 |                |                           |           |
| Đôn Châu        | Huyện Duyên Hải    |                 |                |                           |           |
| Đôn Xuân        | Huyện Duyên Hải    |                 |                |                           |           |
| Đông Hải        | Huyện Duyên Hải    |                 |                |                           |           |
| Đức Mỹ          | Huyện Càng Long    |                 |                |                           |           |
| Hàm Giang       | Huyện Trà Cú       |                 |                |                           |           |
| Hàm Tân         | Huyện Trà Cú       |                 |                |                           |           |
| Hiệp Hòa        | Huyện Cầu Ngang    |                 |                |                           |           |
| Hiệp Mỹ Đông    | Huyện Cầu Ngang    |                 |                |                           |           |
| Hiệp Mỹ Tây     | Huyện Cầu Ngang    |                 |                |                           |           |
| Hiệp Thạnh      | Thị xã Duyên Hải   | 34,51           |                |                           |           |
| Hiếu Trung      | Huyện Tiểu Cần     |                 |                |                           |           |
| Hiếu Tử         | Huyện Tiểu Cần     |                 |                |                           |           |
| Hòa Ân          | Huyện Cầu Kè       |                 |                |                           |           |
| Hòa Lợi         | Huyện Châu Thành   |                 |                |                           |           |
| Hòa Minh        | Huyện Châu Thành   |                 |                |                           |           |
| Hòa Tân         | Huyện Cầu Kè       |                 |                |                           |           |
| Hòa Thuận       | Huyện Châu Thành   |                 |                |                           |           |
| Hùng Hòa        | Huyện Tiểu Cần     |                 |                |                           |           |
| Huyền Hội       | Huyện Càng Long    |                 |                |                           |           |
| Hưng Mỹ         | Huyện Châu Thành   |                 |                |                           |           |
| Kim Hòa         | Huyện Cầu Ngang    |                 |                |                           |           |
| Kim Sơn         | Huyện Trà Cú       |                 |                |                           |           |
| Long Đức        | Thành phố Trà Vinh | 36,76           |                |                           |           |
| Long Hiệp       | Huyện Trà Cú       |                 |                |                           |           |
| Long Hòa        | Huyện Châu Thành   |                 |                |                           |           |
| Long Hữu        | Thị xã Duyên Hải   | 36,04           |                |                           |           |
| Long Khánh      | Huyện Duyên Hải    |                 |                |                           |           |
| Long Sơn        | Huyện Cầu Ngang    |                 |                |                           |           |
| Long Thới       | Huyện Tiểu Cần     |                 |                |                           |           |
| Long Toàn       | Thị xã Duyên Hải   | 53,48           |                |                           |           |
| Long Vĩnh       | Huyện Duyên Hải    |                 |                |                           |           |
| Lương Hòa       | Huyện Châu Thành   |                 |                |                           |           |
| Lương Hòa A     | Huyện Châu Thành   |                 |                |                           |           |
| Lưu Nghiệp Anh  | Huyện Trà Cú       |                 |                |                           |           |
| Mỹ Cẩm          | Huyện Càng Long    |                 |                |                           |           |
| Mỹ Chánh        | Huyện Châu Thành   |                 |                |                           |           |
| Mỹ Hòa          | Huyện Cầu Ngang    |                 |                |                           |           |
| Mỹ Long Bắc     | Huyện Cầu Ngang    |                 |                |                           |           |
| Mỹ Long Nam     | Huyện Cầu Ngang    |                 |                |                           |           |
| Ngãi Hùng       | Huyện Tiểu Cần     |                 |                |                           |           |
| Ngãi Xuyên      | Huyện Trà Cú       |                 |                |                           |           |
| Ngọc Biên       | Huyện Trà Cú       |                 |                |                           |           |
| Ngũ Lạc         | Huyện Duyên Hải    |                 |                |                           |           |
| Nguyệt Hóa      | Huyện Châu Thành   |                 |                |                           |           |
| Nhị Long        | Huyện Càng Long    |                 |                |                           |           |
| Nhị Long Phú    | Huyện Càng Long    |                 |                |                           |           |
| Nhị Trường      | Huyện Cầu Ngang    |                 |                |                           |           |
| Ninh Thới       | Huyện Cầu Kè       |                 |                |                           |           |
| Phong Phú       | Huyện Cầu Kè       |                 |                |                           |           |
| Phong Thạnh     | Huyện Cầu Kè       |                 |                |                           |           |
| Phú Cần         | Huyện Tiểu Cần     |                 |                |                           |           |
| Phước Hảo       | Huyện Châu Thành   |                 |                |                           |           |
| Phước Hưng      | Huyện Trà Cú       |                 |                |                           |           |
| Phương Thạnh    | Huyện Càng Long    |                 |                |                           |           |
| Song Lộc        | Huyện Châu Thành   |                 |                |                           |           |
| Tam Ngãi        | Huyện Cầu Kè       |                 |                |                           |           |
| Tân An          | Huyện Càng Long    |                 |                |                           |           |
| Tân Bình        | Huyện Càng Long    |                 |                |                           |           |
| Tân Hiệp        | Huyện Trà Cú       |                 |                |                           |           |
| Tân Hòa         | Huyện Tiểu Cần     |                 |                |                           |           |
| Tân Hùng        | Huyện Tiểu Cần     |                 |                |                           |           |
| Tân Sơn         | Huyện Trà Cú       |                 |                |                           |           |
| Tập Ngãi        | Huyện Tiểu Cần     |                 |                |                           |           |
| Tập Sơn         | Huyện Trà Cú       |                 |                |                           |           |
| Thạnh Hòa Sơn   | Huyện Cầu Ngang    |                 |                |                           |           |
| Thanh Mỹ        | Huyện Châu Thành   |                 |                |                           |           |
| Thạnh Phú       | Huyện Cầu Kè       |                 |                |                           |           |
| Thanh Sơn       | Huyện Trà Cú       |                 |                |                           |           |
| Thông Hòa       | Huyện Cầu Kè       |                 |                |                           |           |
| Thuận Hòa       | Huyện Cầu Ngang    |                 |                |                           |           |
| Trường Long Hòa | Thị xã Duyên Hải   | 36,4            |                |                           |           |
| Trường Thọ      | Huyện Cầu Ngang    |                 |                |                           |           |
| Vinh Kim        | Huyện Cầu Ngang    |                 |                |                           |           |